# Aratabele, Kanakapura
Aratabele là một làng thuộc tehsil Kanakapura, huyện Ramanagara, bang Karnataka, Ấn Độ.